# Sarmalele Reci
Sarmalele Reci est un groupe de rock roumain, originaire de Bucarest. La formation comprend à l'origine : Zoltán András (clavier), Emil Viciu (guitare), Mihai Iordache (saxophone), Ciprian Voinea (basse) et Florin Ștefan (batterie). 

## Biographie
Le groupe joue son premier concert le 15 décembre 1993, au Theatrum Mundi à Bucarest. La formation comprend à l'origine : Zoltán András (clavier), Emil Viciu (guitare), Mihai Iordache (saxophone), Ciprian Voinea (basse) et Florin Ștefan (batterie).  Ils seront ensuite rejoints par Florin Dumitrescu pour les textes. Ils jouent ensuite d'autres concerts (Cluj Napoca, Satu Mare) ; ils chanteront même au Centre culturel américain et à l'Institut français de Bucarest. 
En 1994, ils jouent au Zilele Culturii Românești de Wuppertal, en Allemagne, à l'initiative de Mircea Florian.
En 1995, ils recrutent un nouveau batteur, Lucian Maxim (membre d'Orchestra Radio), avec qui ils enregistrent leur premier album studio, Țara te vrea prost. 
En 1997 ils jouent à Timișoara, Craiova, et Cluj, participant même au Top T, un festival de rock, situé à Buzău. 
En 1998, ils jouent à l'Université de Clubul. En 1999, le groupe, qui comprend Zoltán András (chant), Emil Viciu (guitare), Vadim Tichișan (batterie), Iulian Corlăteanu (basse), et Mihai Iordache (saxophone), continue ses activités.
Le 14 août 2011, ils jouent un concert gratuit au festival FânFest à Roșia Montană,.

## Discographie
- 1995 : Țara te vrea prost
- 1996 : Aurolac
- 1998 : Bucate alese
- 1999 : Răpirea din serai
- 2001 : Maniac
- 2005 : Vaca
- 2007 : Adrian Băsescu
- 2009 : O seară la operetă